# Gare de Halifax
Pour la gare située au Canada, voir : Gare d'Halifax.
La gare de Halifax est une gare ferroviaire du Royaume-Uni, située sur le territoire de la ville de Halifax, dans le  Yorkshire de l'Ouest en Angleterre. 
Les services à partir de Halifax sont opérés par Northern Rail.